# پیتر گرنت
پیتر گرنت (انگلیسی: Peter Grant; ۵ آوریل ۱۹۳۵ – ۲۱ نوامبر ۱۹۹۵) مدیر موسیقی و بازیگر اهل بریتانیا بود. وی بین سال‌های ۱۹۶۳ تا ۱۹۸۳ میلادی فعالیت می‌کرد.